# Forcipomyia gloriose
Forcipomyia gloriose är en tvåvingeart som beskrevs av Liu , Yan, Liu, Hao, Liu och Yu 2001. Forcipomyia gloriose ingår i släktet Forcipomyia och familjen svidknott.
Artens utbredningsområde är Heilongjiang (Kina). Inga underarter finns listade i Catalogue of Life.